# Vasyl Holoborodko
Vasyl Ivanovych Holoborodko (en ucraniano: Василь Іванович Голобородько, nacido el 7 de abril de 1945), más conocido en su mundo profesional como Vasyl Holoborodko es un poeta ucraniano  y representante de la "Escuela Poética de Kiev". Sus poemas se caracterizan por su estilo ucraniano fairytale-like. Sus libros se han traducido al inglés, portugués, polaco y alemán. También se han traducido poemas sueltos al francés, rumano, croata, serbio, español, estonio, letón, lituano, sueco y ruso.

## Biografía
Holoborodko nació en Ucrania el 7 de abril de 1945, en Adrianopil, un pueblo de Perevalsk Raion, Luhansk Oblast. Tras graduarse en un internado e ir a trabajar a una mina donde podía obtener mejores ingresos, Holoborodko siguió leyendo y escribiendo poesía, y preparó su ingreso en la universidad.
Su primer libro de poesía titulado "Letyuche vikontse" (Ventana voladora) se preparó para una publicación en 1963, pero no pudo publicarse debido a su negativa a colaborar con el KGB.[cita requerida]
En 1964 comenzó sus estudios de ucraniano en la Universidad de Kiev, y varios de sus poemas aparecieron en las revistas literarias Literaturna Ukraïna y Dnipro, tras lo cual cayó en desgracia oficial y dejó de publicarse en Ucrania.
En 1966 Holoborodko fue expulsado de la Universidad de Donetsk, por difundir literatura samizdat, incluido ¿Internacionalismo o rusificación? de Ivan Dziuba (de quien más tarde recibió elogios por su trabajo). En 1967 intentó continuar sus estudios en el Instituto de Literatura Maxim Gorki, pero no le permitieron presentarse a los exámenes.
En 1968-1970 sirvió en el ejército en Extremo Oriente. Después trabajó como minero y en kolkhoz. Sus poemas comenzaron a aparecer de nuevo en publicaciones periódicas ucranianas tras la declaración de la glasnost y la perestroika en 1985. En 1988, con el cambio del clima político, Holoborodko publicó varias colecciones de poesía y pudo reanudar sus estudios universitarios.
Holoborodko no pudo cursar estudios superiores hasta 2001, en la Universidad de Luhansk. Después siguió viviendo en Luhansk, pero debido a la guerra en Donbás de 2014, se ha trasladado a Irpin.
Su primer poemario publicado en Ucrania se tituló Zelen den (Un día verde) en 1988, seguido de Ikar na metelykovykh krylakh (Un Ícaro con alas de mantequilla) en 1990 y Kalyna ob Rizdvo (Un viburno en Navidad) en 1992. En 2002 se publicó en Luhansk un libro de poesía inspirado en canciones populares y acompañado de un estudio teórico sobre las costumbres populares de casamenteros en los cuentos de hadas ucranianos, con el título "Soloveiku, svatku, svatku..." (Ruiseñor, casamentero...). En 2006, se publicó un volumen de sus escritos seleccionados bajo el título My idemo (Seguimos adelante).

## Premios y reconocimientos
- 2014 - Premio Literario Panteleymon Kulish
- 2012 - Premio Internacional Mykola Hohol "Triunfo
- 1994 - Premio Nacional Shevchenko por los libros "Ikar na metelykovyh krylah" (1990) y "Kalyna ob Rizdvi" (1992)
- 1988 - Vasyl Symonenko Premio por el libro de poesía "Zelen den" (Día Verde)

En julio de 2014 Oksana Zabuzhko propuso nominar a Vasyl Holoborodko para el premio Nobel de literatura.

## Obras
- Flying Window (Peotry) "Летюче віконце (Поезії)" (1970)
- Green Day "Зелен день" (1988)
- Ícaro con Alas de Mariposa "Ікар на метелекових крилах" (1990)
- Mansión del Ruiseñor "Соловейків теремок" (1991)
- Viburnum en Navidad "Калина об Різдві" (1992)
- Palabras en camisas bordadas "Слова у вишиваних сорочках" (1999)
- Transformación mitopoética del rito ucraniano del emparejamiento en los cuentos populares ucranianos "Міфопоетична трансформація українського обряду сватання в українських народних казках" (2002).
- El sembrador "Посівальник" (2002)
- Pájaros ucranianos en el paisaje ucraniano "Українські птахи в українському краєвиді" (2002)
- Gato muerto "Дохла кішка" (2004)
- Ventana voladora (Poemas recopilados) "Летюче віконце" (Вибрані вірші) (2005)
- Nos vamos (Poemas reunidos) "Ми йдемо" (Вибрані вірші) (2006)
- Un guante lleno de versos "Віршів повна рукавичка" (2010)
- A Cuckoo Bashing Butter "Зозуля масло колотить" (2010)
- White Room Plants "Білі кімнатні рослини" (2013)

## Traducciones al español
- V. Holoborodko, Ícaro con alas de mariposa & otros poemas, Toronto : Exile Editions, 1991.